# Reuyl (cratera)
A cratera Reuyl situa-se no quadrângulo de Aeolis, em Marte, localizada a  latitude 9.8º S, longitude 193.2º W. Possui um diâmetro de 85.9 km e recebeu seu nome em homenagem à Dirk Reuyl, um astrônomo e físico holandês-americano (1853 - 1937), que fez medições do diâmetro do planeta Marte nos anos 40.